# František Miska
František Miska (geboren am 27. August 1919 in Prag; gestorben am 11. Februar 2017 ebenda) war ein tschechoslowakischer Theater- und Filmschauspieler, Theaterregisseur und Theaterleiter.

## Leben
Noch während seiner Ausbildung an der Prager Handelsschule gründete Miska mit Pavel Tigrid, Jiří Orten und Josef Schwarz die Amateur-Theatertruppe „Junge Leute“. Kurz nach der Zerschlagung der Rest-Tschechei und der Besetzung des Landes durch die Wehrmacht im März 1939 wurde Miska dabei ertappt, wie er antinazistische Plakate in den Händen hielt, und daraufhin für gut fünfeinhalb Monate in das berüchtigte Pankrác-Gefängnis verbracht. Im Herbst 1941 berief die Besatzungsmacht den jungen Juden in ein sogenanntes Aufbaukommando, und am 4. Dezember desselben Jahres wurde Miska in das Ghetto Theresienstadt überstellt. Dort war er an mehreren Theateraktivitäten beteiligt und arbeitete mit dem fast gleichaltrigen Nachwuchsmimen Gustav Schorsch zusammen. Am 28. September 1944 erfolgte seine Verlegung in das KZ Auschwitz. Als zum Jahresbeginn 1945 dieses Vernichtungslager „evakuiert“ wurde, verlegten deutsche Stellen Miska in die Konzentrationslager Bolkenheim und Buchenwald. Nach der Befreiung im April 1945 kehrte er nach Prag zurück.
Miskas erste Nachkriegsspielzeit als Schauspieler 1945/46 führte ihn an das städtische Theater von Kladno. Wieder daheim in Prag, fand er 1947 ein Engagement am Realistischen Theater (bis 1950) und erhielt nunmehr auch Nebenrollen in Filmen angeboten. Dennoch blieb die Bühne Miskas Hauptbetätigungsfeld, und er war dreieinhalb Jahrzehnte lang Ensemblemitglied des Prager Stadttheaters (bis 1985), nur unterbrochen von seinen Auslandseinsätzen ab 1968. Seit Mitte der 1960er Jahre konzentrierte sich Miskas Schaffen auf die Theaterleitung, doch beendete die Niederschlagung des Prager Frühlings durch die Truppen des Warschauer Pakts im August 1968 schlagartig seine künstlerische Arbeit in der Heimat. Miska kehrte von einem Jugoslawienurlaub mit seiner Familie, der Schauspielerin Ludmila Píchová (1923–2009) und der 1949 geborenen Tochter Michaela Mišková, nicht mehr in die CSSR zurück, sondern ließ sich in der Bundesrepublik Deutschland nieder. 
Dort absolvierte er in der Folgezeit Einsätze als Theaterleiter bzw. Regisseur an Spielstätten in Düsseldorf, Wuppertal, Münster, der Schweiz und zuletzt, von 1983 bis 1996, am Stadttheater von Baden-Baden. Erst 1996 kehrte František Miska ins nunmehr postkommunistische Tschechien zurück und wurde bis 1999 zum Direktor und künstlerischen Leiter des Antonín-Dvořák-Theaters in Příbram bestellt. Außerdem gründete und sponserte er zusammen mit seiner Frau Ludmila Pichová das Erste Prager Studententheater. Miska starb hochbetagt zum Jahresbeginn 2017 in seiner Heimatstadt Prag.

## Filme
als Schauspieler, wenn nicht anders angegeben
- 1946: Muži bez křídel Nadlidé
- 1947: Muzikant
- 1947: Nikola Šuhaj
- 1950: Neue Kämpfer werden auferstehen (Vstanou noví bojovníci)
- 1951: Mordová rokle
- 1952: Die Entführung (Únos)
- 1954: Pane vrchní, platit!
- 1956: Platit, prosím!
- 1956: Zaostřit, prosím!
- 1959: Wo der Teufel nicht hinkam (Kam čert nemůže)
- 1959: Am Ende des Weges (Konec cesty)
- 1959: Freunde am Meer (Poteryannaya fotografiya)
- 1960: Smyk – Dem Abgrund entgegen (Benátská vdovička)
- 1963: Am Seil (Na laně)
- 1965: Vajshoblhák a státní tajemství
- 1965: Verbrechen in der Mädchenschule (Zločin v dívčí škole)
- 1967: Inzerát
- 1967: Jak se krade milión
- 1970: Triumph des Todes oder Das große Massakerspiel (deutscher Fernsehfilm, Co-Regie bei der Bühnenadaption)